# Ley de Emergencia Económica
La Ley de Emergencia Económica (formalmente, Emergencia Económica, Ley N.º 23 697) es una ley de Argentina creada en 1989 bajo el primer gobierno de Carlos Menem. Fue sancionada el 1.º de septiembre de 1989 y promulgada el 15 de septiembre del mismo año.
Esta norma inicia estableciendo:

…el poder de policía de emergencia del Estado, con el fin de superar la situación de peligro colectivo creada por las graves circunstancias económicas y sociales que la Nación padece.

Además suspendió los subsidios y subvenciones por el término de 180 días; ordenó la redacción de una nueva carta orgánica para el Banco Central de la República Argentina (BCRA); suspendió los regímenes de promoción industrial y minera, el Régimen de Compre Nacional; y prohibió la admisión de nuevo personal en la Administración Pública Nacional por el término de 180 días.